# Wladislaw Walerjewitsch Otmachow
Wladislaw Walerjewitsch Otmachow (russisch Владислав Валерьевич Отмахов; * 29. Mai 1974 in Swerdlowsk, Russische SFSR) ist ein ehemaliger russischer Eishockeyspieler, der in seiner aktiven Zeit von 1992 bis 2011 unter anderem für Awtomobilist Jekaterinburg in der Kontinentalen Hockey-Liga gespielt hat. Seit seinem Karriereende arbeitet er als Eishockeytrainer.

## Karriere
Wladislaw Otmachow begann seine Karriere als Eishockeyspieler in seiner Heimatstadt in der Nachwuchsabteilung von Junost Jekaterinburg. Von dort aus wechselte er zum Stadtnachbarn Awtomobilist Jekaterinburg, für dessen Profimannschaft er von 1992 bis 1995 in der Internationalen Hockey-Liga aktiv war. Zur Saison 1995/96 wechselte der Verteidiger zu dessen Ligarivalen ZSK WWS Samara. Anschließend kehrte er nach Jekaterinburg zurück. Mit seinem Verein, der in der Zwischenzeit seinen Namen in Spartak und anschließend Dinamo-Energija geändert hatte, spielte er fortan in der IHL-Nachfolgeliga Superliga, musste jedoch in der Saison 1997/98 mit seinem Team den Abstieg in die zweite Liga hinnehmen. 
In der Saison 1998/99 gelang Otmachow mit Dinamo-Energija Jekaterinburg der direkte Wiederaufstieg in die Superliga. Von 2000 bis 2006 stand er bei Molot-Prikamje Perm unter Vertrag, wobei er in der Saison 2002/03 auch zu zwölf Einsätzen für den Zweitligisten Sputnik Nischni Tagil kam. Mit Perm spielte er überwiegend in der Superliga, einzig in der Saison 2003/04 trat er mit dem Verein in der zweitklassigen Wysschaja Liga an. Als Zweitligameister gelang ihm mit Molot-Prikamje jedoch der direkte Wiederaufstieg als Zweitligameister. Nach dem erneuten Abstieg in der Saison 2005/06, schloss er sich dem Zweitligisten Torpedo Nischni Nowgorod an. Mit Torpedo stieg er in der Saison 2006/07 auf Anhieb als Meister der Wysschaja Liga in die Superliga auf. 
Zur Saison 2008/09 kehrte Otmachow in seine Heimatstadt zurück, wo er einen Vertrag beim Zweitligisten Awtomobilist Jekaterinburg, dem inoffiziellen Nachfolgeklub von Dinamo-Energija Jekaterinburg, erhielt. Nach dessen Aufnahme in die ein Jahr zuvor gegründete Kontinentale Hockey-Liga, stand Otmachow zwischen 2009 und 2011 in der KHL auf dem Eis, ehe er seine Karriere beendete.
Anschließend übernahm er den Cheftrainerposten bei Burewestnik Jekaterinburg aus der Perwaja Liga und betreute diese Mannschaft bis zum Saisonende 2011/12. Anschließend wurde er von Awtomobilist Jekaterinburg als Assistenztrainer verpflichtet. 2013 betreute er erneut Burewestnik Jekaterinburg.

## Erfolge und Auszeichnungen
- 1999 Aufstieg in die Superliga mit Awtomobilist Jekaterinburg
- 2004 Meister der Wysschaja Liga und Aufstieg in die Superliga mit Molot-Prikamje Perm
- 2007 Meister der Wysschaja Liga und Aufstieg in die Superliga mit Torpedo Nischni Nowgorod